# Virgindade perpétua de Maria

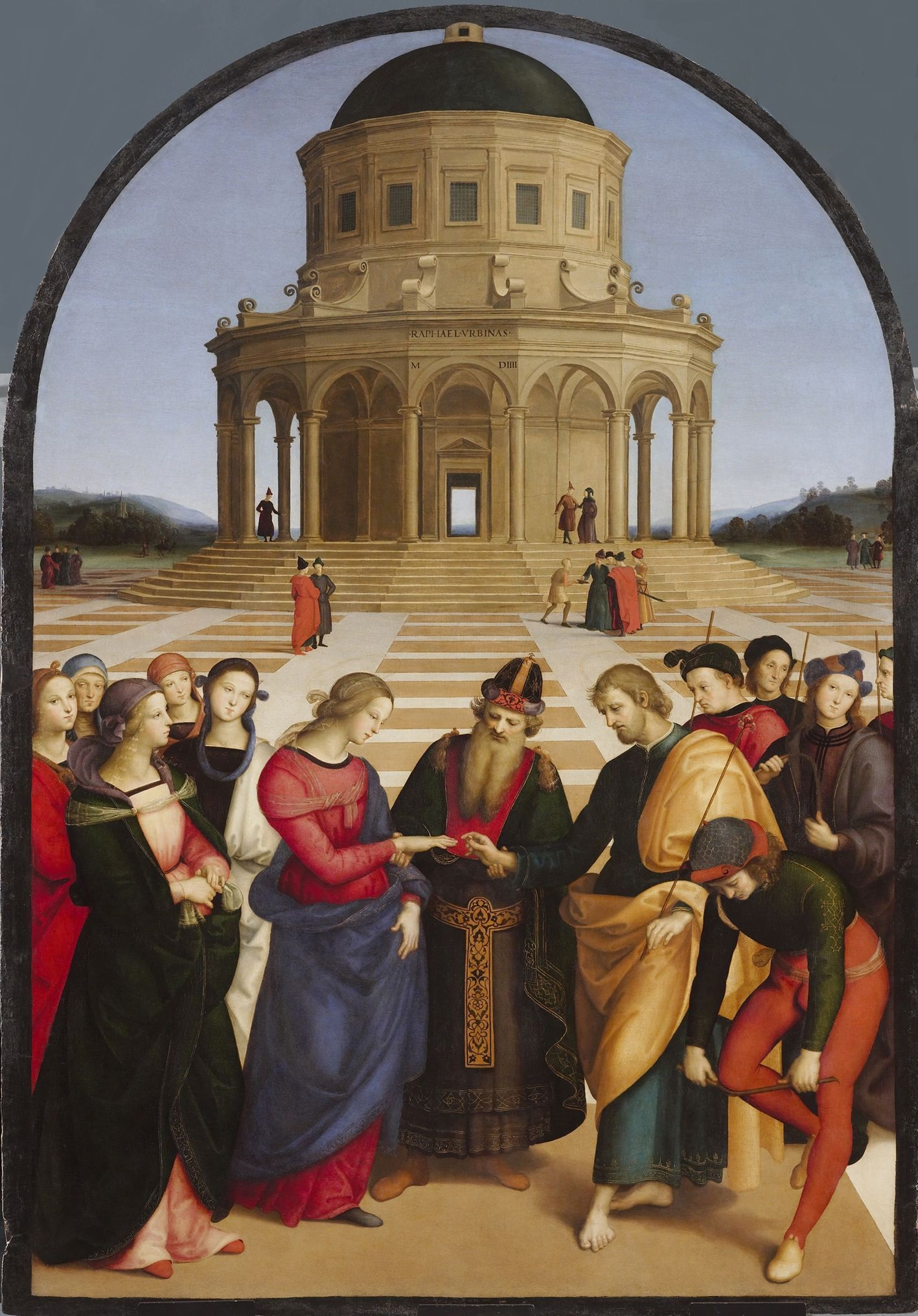
Casamento da Virgem Maria e José. A doutrina da virgindade perpétua ensina que Maria teria permanecido virgem por toda a vida, mesmo durante o seu casamento com José.
1504. Por Rafael, atualmente na Pinacoteca di Brera, em Milão.

A doutrina da virgindade perpétua de Maria expressa a "real e perpétua virgindade de Maria mesmo no ato de dar à luz a Jesus, o Filho de Deus feito homem". De acordo com esta doutrina, Maria permaneceu sempre virgem (em grego:  ἀειπαρθένος - aeiparthenos), fazendo de Jesus seu único filho, cuja concepção e nascimento são considerados milagrosos.
Já no século IV, a doutrina era amplamente apoiada pelos Padres da Igreja e, no sétimo, foi afirmada num conjunto de concílios ecumênicos. A doutrina é parte dos ensinamentos dos católicos, anglocatólicos, ortodoxos e ortodoxos orientais, como se comprova em suas liturgias, nas quais repetidamente se faz referência à Maria como "sempre virgem".
Alguns dos primeiros reformadores protestantes apoiavam a doutrina e figuras importantes do anglicanismo, como Hugo Latimer e Thomas Cranmer "seguiam a tradição que herdaram aceitando Maria como 'sempre virgem'". Contudo, a doutrina reformada posterior literalmente abandonou a ideia. A virgindade perpétua é, contudo, defendida atualmente por alguns teólogos anglicanos e luteranos.

## Doutrina e desenvolvimento

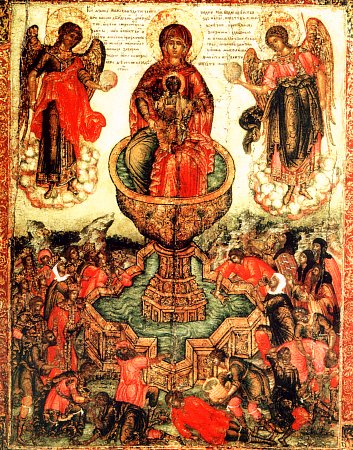
Teótoco "Fonte da Vida".
Ícone do século XVIII

A doutrina da virgindade perpétua de Maria, que se acredita ser de fide (ou seja, defendida pelos católicos como sendo uma parte essencial da fé), afirma que Maria era virgem antes e permaneceu assim durante o parto de Jesus e por todo o resto de sua vida. A natureza tripla desta doutrina (que faz referência a "antes", "durante" e "depois") pressupõe, assim, a doutrina do nascimento virginal de Jesus.
A doutrina da virgindade perpétua é também distinta do dogma da Imaculada Conceição de Maria, que está relacionado à concepção da própria Virgem sem a mancha (macula em latim) do pecado original.
O termo grego "aeiparthenos" ("sempre virgem") aparece já na obra de Epifânio de Salamina no início do século IV e é amplamente utilizado na liturgia da Igreja Ortodoxa. As orações litúrgicas ortodoxas tipicamente terminam com "Lembrando a nossa mais sagrada, pura, abençoada e gloriosa Senhora, a Teótoco e sempre virgem Maria".
O Catecismo da Igreja Católica (item 499) também inclui o termo aeiparthenos e, fazendo referência à constituição dogmática Lumen Gentium (item 57), afirma: "O nascimento de Cristo não diminuiu a integridade virginal de sua mãe, mas santificou-a".
A doutrina da virgindade perpétua é defendida também por algumas igrejas anglicanas e luteranas, mas não todas.

### Cristianismo primitivo
No século II iniciaram-se as primeiras discussões sobre a concepção de Jesus e a virgindade de Maria. A maioria dos primeiros escritores cristãos aceitavam a concepção virginal de Jesus baseando-se nos relatos de Lucas e Mateus, mas, na época, o foco era a virgindade antes do nascimento e não durante ou depois.
A interpretação da afirmação em Mateus 1:25 de que José "não a conheceu enquanto ela não deu à luz um filho" e de várias menções no Novo Testamento sobre os chamados desposyni (literalmente, "irmãos do Senhor") se discute abaixo, na seção apropriada. Alguns dos primeiros autores cristãos, como os ebionitas, Helvídio e Eunômio de Cízico, interpretaram a afirmação de Mateus como significando que José e Maria teriam tido relações conjugais normais após o nascimento de Jesus e que Tiago, José, Judas e Simão eram de fato filhos biológicos de Maria e José, um ponto de vista para o qual há poucas evidências até antes da época deles.
Um documento do século II que prestou especial atenção à virgindade de Maria era originalmente conhecido como "Natividade de Maria", mas se tornaria posteriormente conhecido como "Protoevangelho de Tiago". Ele trata da virgindade de Maria antes do nascimento, da forma milagrosa pela qual ela deu à luz e sua virgindade física após o parto. Ela também alega que os "irmãos" e "irmãs" de Jesus (que aparecem, por exemplo, em Mateus 13:56 e Marcos 6:3 - vide irmãos de Jesus) seriam filhos de José de um casamento anterior. Neste mesmo século, o Evangelho de Pedro e o Evangelho da Infância de Tomé também defenderam de forma independente ao Protoevangelho de Tiago a tradição de que os irmãos de Jesus seriam filhos de um primeiro casamento de José. O teólogo protestante Richard Bauckham considera que esta tradição já estava "bem estabelecida" entre os cristãos da Síria do início do século II.
O autor do Segundo Apocalipse de Tiago afirma que Tiago, "o irmão do Senhor", era filho de um homem chamado "Theudas", também descrito como "irmão" de Jesus.
Clemente de Alexandria (c. 150 - ca. 217) defendeu a virgindade perpétua de Maria, comparando-a à Sagrada Escritura que também "deu à luz à verdade e permaneceu virgem".
Tertuliano de Cartago (c. 160 - ca. 225), embora tenha rejeitado o dogma da virgindade de Maria in partu, foi ambíguo sobre o tema de sua virgindade post partum. Alguns teóricos contemporâneos questionam a sua tradicional associação à posição helvidiana.
Orígenes de Alexandria (c. 185 - ca. 254) tratou do assunto dos irmãos de Jesus e afirmou acreditar que eles eram filhos de José de um casamento anterior.
Helvídio de Roma (séc. IV) foi o primeiro a explicitamente negar a virgindade de Maria após o parto, provocando uma intensa reação da parte de São Jerônimo de Estridão em sua obra "Sobre a perpétua virgindade de Maria", na qual o referido santo defende que os ditos "irmãos" de Jesus seriam apenas seus "primos" ou "parentes próximos".
Já no século IV, a doutrina já estava bem estabelecida. Por exemplo, referências a ela podem ser encontradas nas obras do século anterior de Hipólito de Roma, que chamava Maria de "tabernáculo isento de poluição e corrupção"  e nas obras do século IV de Atanásio, Epifânio, Hilário, Dídimo, o Cego, Ambrósio, Jerônimo e do papa Sirício a doutrina foi repetidamente atestada - uma tendência que ganhou ainda mais ímpeto no século seguinte.

### Padres da Igreja e Idade Média

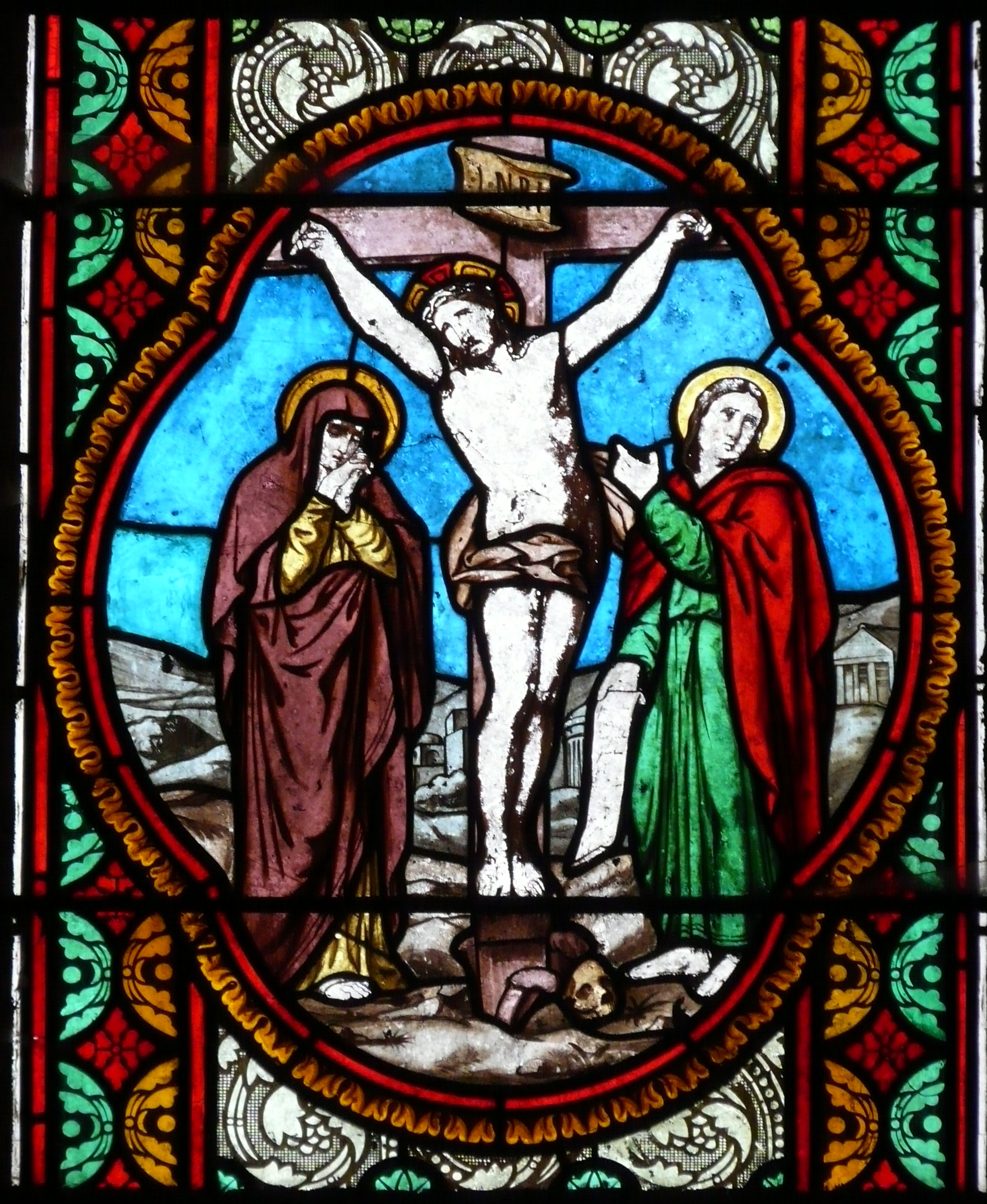
Para Maria: Para o discípulo amado:
Vitral na Igreja de Saint-Pierre-ès-Liens de Montrem, Dordogne, França

João Crisóstomo (347–407) defendia a virgindade perpétua baseado em diversos argumentos, um dos quais os comandos que Jesus deu à mãe no Calvário, «Mulher, eis aí teu filho!» (João 19:26), e ao discípulo amado, «Eis aí tua mãe!» (João 19:27). Desde o século II estas duas frases de Jesus na cruz tem sido utilizadas como racionais para o fato de Maria não ter tido outros filhos e que "dessa hora em diante o discípulo a tomou para sua casa" justamente por que, após a morte de Jesus e de José, não haveria mais ninguém para cuidar de Maria.
No tempo de Gregório de Níssa e de Agostinho de Hipona, com a crescente ênfase na piedade mariana, um papel mais amplo de Maria começou a aparecer no contexto da história da salvação. O próprio Agostinho apresentou diversos argumentos a favor da doutrina. No final do século IV, «Como será isso, uma vez que não conheço varão?» (Lucas 1:34) começou a ser interpretado como uma indicação de um "voto de perpétua virgindade" por parte de Maria.
Este conceito de "voto de Maria" já tinha aparecido no Protoevangelho (4:1), que afirma que a Ana, a mãe de Maria, ofertou Maria como uma "virgem ao Senhor" no Templo e que José, um viúvo, serviria como seu guardião (a proteção legal para as mulheres dependiam de um guardião: pai, irmão ou, na falta destes, um marido). No início do século VII, no "Pequeno Livro sobre a Virgindade Perpétua da Abençoada Maria", Isidoro de Sevilha liga temas mariológicos e cristológicos ao relacionar a virgindade de Maria com a divindade de Cristo num único argumento. O Concílio de Latrão de 649, que teve a presença de Máximo, o Confessor, explicitamente afirmou o ensinamento sobre a virgindade de Maria antes, durante e depois do parto. A doutrina foi novamente afirmada no Sexto Concílio Ecumênico em 680.
Outro livro, "A História de José, o Carpinteiro", do século VII, apresenta Jesus falando, na morte de José, de Maria como "minha mãe, virgem incorrupta".
Ao longo dos séculos, a interpretação de Maria como a "sempre virgem noiva do Senhor que tomou um voto de perpétua virgindade" se espalhou e estava consolidado na época de Ruperto de Deutz no século XII. No século seguinte, Tomás de Aquino criou uma longa e detalhada defesa teológica da doutrina e afirmou que a negação da virgindade perpétua de Maria seria derrogatória para a perfeição de Cristo, um insulto ao Espírito Santo e uma afronta à dignidade da Mãe de Deus.

### Maria como a "segunda Eva"
Já no século IV, no contexto da discussão do plano de Deus para a salvação, um tema paralelo começou a aparecer no qual a obediência de Maria («faça-se em mim segundo a tua palavra.» (Lucas 1:38)) e a doutrina da perpétua virgindade foram contrapostas a Adão e Eva, da mesma forma que a obediência de Jesus já fora contraposta a Adão em Romanos 5:12–21.
O conceito de Maria como uma "segunda Eva" foi introduzido pela primeira vez por Justino Mártir por volta de 155. Sob este ponto de vista, que foi discutido em detalhes por Ireneu, apoiado por Jerônimo e ganhou apoio depois, os votos de obediência e virgindade de Maria teriam colocado-a numa posição de "segunda Eva" como parte do plano de salvação da mesma forma que Jesus seria o Segundo Adão.
O tema desenvolvido pelos Padres da Igreja corria em paralelo ao desenvolvido pelo apóstolo Paulo em Romanos 5:18–21, no qual ele comparava o pecado de Adão com a obediência de Jesus à vontade do Pai até o Calvário: "Assim, pois, como por uma só ofensa veio o julgamento sobre todos os homens para a condenação, assim também por um só ato de justiça veio o julgamento sobre todos os homens para a justificação da vida". Da mesma forma, a obediência de Maria às afirmativas do arcanjo Gabriel e sua aderência a um voto de perpétua virgindade seriam remédios para o dano causado por Eva.
O ensinamento da "segunda Eva" continuou a crescer entre os católicos e, ao discutir a virgindade perpétua, o Catecismo do Concílio de Trento, de 1566, explicitamente ensina que, enquanto Eva, ao acreditar na serpente, trouxe uma maldição sobre a raça humana, Maria, ao acreditar no anjo, trouxe-lhe uma benção.
Este conceito continua parte dos ensinamentos católicos. O papa Pio XII fez referência a ele em sua encíclica Mystici Corporis Christi e o papa João Paulo II também durante uma Audiência Geral no Vaticano em 1980.

## Reforma Protestante
O início da Reforma Protestante em princípios do século XVI não provocou a rejeição imediata da doutrina da virgindade perpétua e diversos líderes protestantes mostraram variados graus de apoio a ela, sem, contudo, chegarem a endossá-la diretamente.
Os primeiros reformadores protestantes acreditavam que as escrituras requeriam a aceitação do nascimento virginal de Jesus, mas apenas permitiam que se aceitasse a virgindade perpétua. Com o tempo, muitas igrejas protestantes pararam de ensinar a doutrina e outras, a negaram totalmente.

### Apoio pelos primeiros reformadores
Martinho Lutero acreditava que Maria não havia tido outros filhos e que não houve relações conjugais com José. O texto em latim dos Artigos de Esmalcalde (1537), escrito por ele, utiliza o termo "sempre virgem" em referência à Maria. Ele continuou a acreditar na doutrina por toda a vida, mesmo depois de ter rejeitado outros dogmas marianos.
Zuínglio apoiava diretamente a virgindade perpétua e escreveu: "Eu acredito firmemente que [Maria],.... permaneceu sempre pura, intacta Virgem". Como ele, os reformadores ingleses também apoiavam o conceito da virgindade perpétua, mas geralmente variavam entre si sobre as razões. O apoio de Lutero e Zuínglio à virgindade perpétua foi endossado por Heinrich Bullinger e foi incluído na Segunda Confissão Helvética em 1566.
João Calvino era menos enfático em seu apoio pela ideia e não chegou a aceitá-la ou negá-la diretamente, advertindo contra a ideia de uma "especulação ímpia" sobre o tema. Porém, ele rejeitou os argumentos contra a virgindade perpétua que se baseavam na menção nas escrituras sobre os irmãos de Jesus entendidos como sendo outros filhos de Maria.
Os reformadores anglicanos dos séculos XVI e XVII apoiaram a virgindade perpétua "com base na antiga autoridade cristã". No século XVIII, John Wesley, um dos fundadores do metodismo, também a defendeu e escreveu que "... nascido da abençoada Virgem Maria, que, tanto depois quanto antes de dá-Lo à luz, continuou pura e imaculada virgem".

### Ensinamentos protestantes posteriores
Muitas igrejas protestantes atuais ensinam o nascimento virginal de Jesus sem implicar que Maria teria permanecido virgem pelo resto da vida.
Diarmaid MacCulloch, um historiador da Reforma, escreveu que a razão pela qual os primeiros reformadores defenderam a virgindade perpétua foi que a doutrina seria "a garantia da encarnação de Cristo", um ensinamento que estava sendo combatido por radicais que negavam também a virgindade perpétua. Porém, a ausência de suporte bíblico claro expressando a doutrina combinado com o princípio da sola scriptura acabaram por evitar referências à doutrina nos credos reformados, o que, combinado com a tendência de associar a veneração a Maria com idolatria e com a rejeição do celibato clerical, finalmente levou à negação completa da doutrina entre os protestantes, que, assim, despreocupados com a virgindade perpétua, passaram a entender os "irmãos de Jesus" como sendo mais naturalmente (mas não "certamente") filhos de Maria ao invés de primos ou filhos de José de outro casamento.
Porém, alguns acadêmicos luteranos conservadores como Franz Pieper (1852–1931) se recusaram a seguir a tendência geral entre os protestantes de insistir que Maria e José tiveram relações e filhos após o nascimento de Jesus. Está implícito em sua obra, "Christian Dogmatics", que a crença na virgindade perpétua de Maria é a mais antiga e tradicional entre os luteranos. Ele afirmou que "nós devemos simplesmente defender que [Maria] permaneceu virgem após o nascimento de Cristo por que as escrituras não afirmam e nem indicam que ela teria perdido sua virgindade". Ele ensinou também que "Cristo, nosso Salvador, era fruto real e natural do útero virginal de Maria... O que se deu sem a cooperação de um homem e ela permaneceu virgem depois disto" e que "Cristo... era o único filho de Maria e que a Virgem Maria não teve outros filhos além dele... Eu estou inclinado a concordar com os que declaram que os 'irmãos' na verdade são 'primos' aqui, pois os evangelistas e os judeus sempre chamam primos de irmãos".

## Escrituras

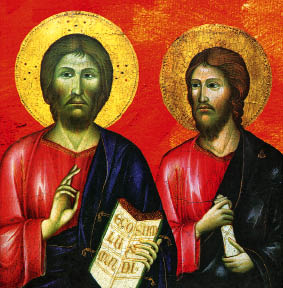
Jesus e Tiago, conhecido como "irmão do Senhor" (por ex. em)
Ícone russo.

Algumas passagens no Novo Testamento tem sido utilizadas para materializar objeções à doutrina da virgindade perpétua enquanto que outras, para apoiá-lo.
Uma das objeções diz respeito à menção dos irmãos e irmãs de Jesus, entre eles Tiago, José, Simão e Judas. Eles já foram interpretados como sendo filhos de José e Maria por Tertuliano e, talvez, por Hegésipo, mas que, quando Helvídio o fez, encontrou a oposição de Jerônimo, que, aparentemente, deu voz à opinião geral cristã da época. Ele defendia que os "irmãos" em questão seriam filhos de Maria, a mãe de Tiago e José nomeada em Marcos 15:40 e Marcos 15:47, uma irmã de Maria, mãe de Jesus (João 19:25), sendo, portanto, primos de Jesus.
Outro ponto de vista, expressado por Eusébio e Epifânio, é o de que eles seriam filhos de José de um casamento anterior. A visão moderna é de que eles eram filhos de Cleófas, um irmão de José de acordo com Hegésipo, e "Maria, mãe de Tiago e José", uma cunhada e não irmã de Maria, a mãe de Jesus. O livro de 1978 "Mary in the New Testament: A Collaborative Assessment by Protestant and Roman Catholic Scholars" conclui que "não se pode dizer que o Novo Testamento identifique-os [os "irmãos e irmãs de Jesus"] sem dúvida como irmãos e irmãs de sangue e, assim, como filhos de Maria".
Mateus 1:25 afirma que José não teve relações conjugais com Maria "até" (em grego:  ἕως οὗ) o parto de Jesus. Escritores como R.V. Tasker e D. Hill argumentam que isto implicaria que Maria e José tiveram relações conjugais normalmente depois disso. Outros, como K. Beyer, lembram que o grego ἕως οὗ depois de uma negativa "geralmente não tem nenhuma implicação sobre o que acontece depois do limite do 'até' ter sido alcançado" e Raymond E. Brown observa que "o contexto imediato favorece a ausência de uma implicação futura aqui, pois Mateus está preocupado apenas em reforçar a virgindade de Maria antes do nascimento da criança".
Por outro lado, a resposta de Maria ao arcanjo Gabriel quando lhe foi anunciado que ela iria conceber, «Como será isso, uma vez que não conheço varão?» (Lucas 1:34), tem sido interpretado, pelo menos desde a época de Gregório de Níssa, como indicativo de que ela teria feito um voto de perpétua virgindade, mesmo casada: "Pois se José a tivesse tomado como esposa, com o objetivo de ter filhos, por que ela teria se espantado com o anúncio de sua maternidade, uma vez que ela própria já havia aceitado se tornar mãe de acordo com a lei da natureza?". Esta interpretação, ainda que mantida por muitos, é rejeitada por escritores como Howard Marshall. e é considerada implausível por Raymond E. Brown.
Uma passagem utilizada para apoiar a doutrina é uma das frases de Jesus na cruz, um par de comandos que ele deu à sua mãe, «Mulher, eis aí teu filho!» (João 19:26), e ao discípulo amado, «Eis aí tua mãe!» (João 19:27). Evangelho de João em seguida afirma que "dessa hora em diante o discípulo a tomou para sua casa". Desde o tempo dos Padres da Igreja estes versículos tem sido utilizados para explicar por que, na época da morte de Jesus, não havia ninguém mais vivo na família imediata da Maria para tomar conta dela e, por isso, ela teve que ser confiada a um discípulo. O papa João Paulo II também fez uso dela para defender a virgindade perpétua. Ele também acrescentou que o comando "Eis aí o teu filho!" não simplesmente para confiá-la ao discípulo, mas também para confiá-lo a Maria, preenchendo-lhe o vazio maternal provocado pela perda de seu único filho na cruz.

## Perspectiva islâmica
Na Sura 19 (chamada Maryam), o Corão declara que Jesus foi o resultado de uma concepção virginal (versos 20-22) e alguns estendem esta interpretação como significando também a virgindade perpétua de Maria. Não há uma crença doutrinária clara sobre se ela se manteve ou não virgem depois do nascimento de Jesus.
No islã, Jesus e Maria foram as duas únicas crianças que não foram tocadas por Satã no momento do nascimento, pois Deus colocou um véu entre eles. O Corão também conta a história da Anunciação e do Nascimento de Jesus (Sura 3 e 19).

## Virgindade perpétua na arte

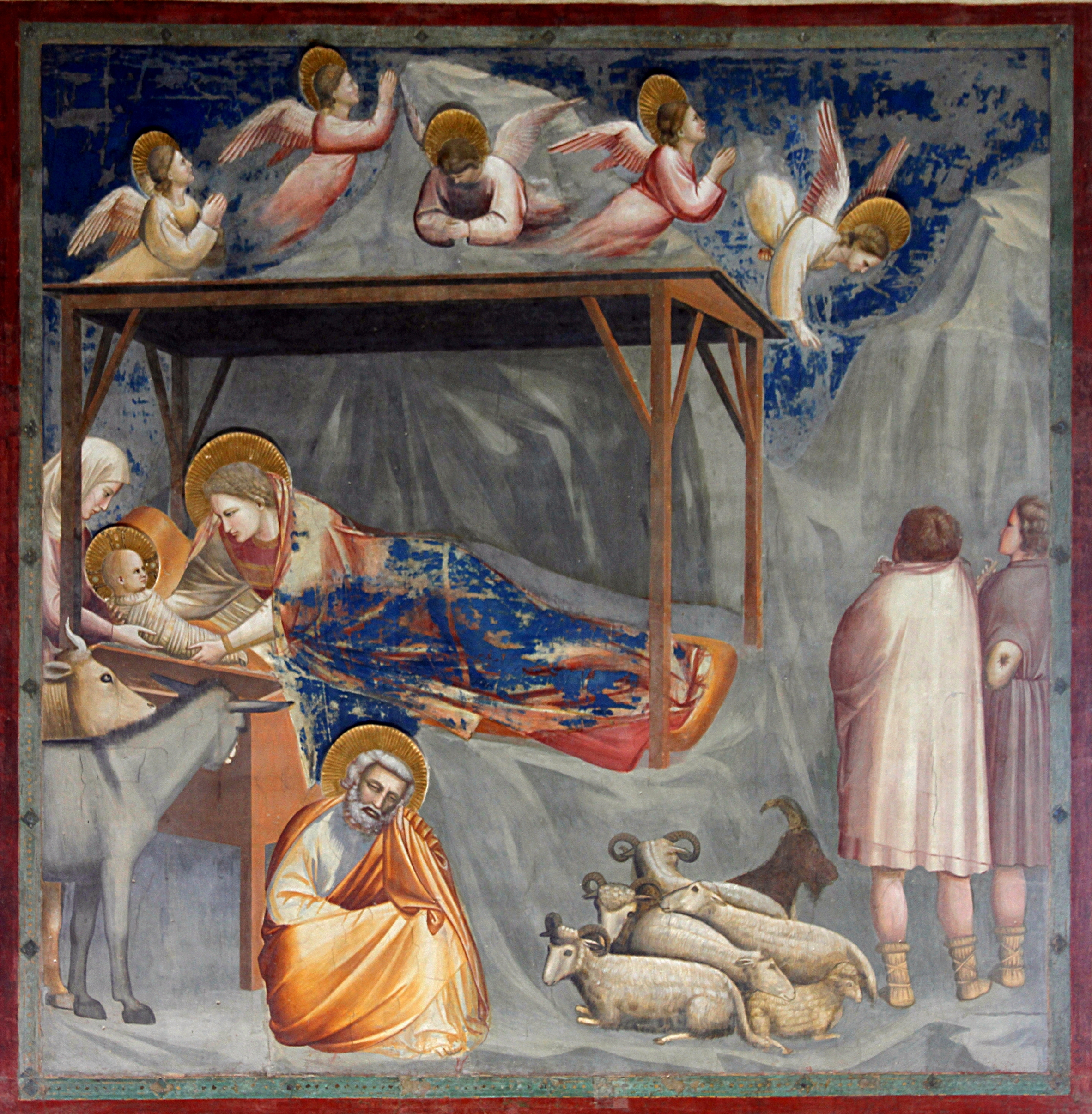
Segundo a tradição, teria sido Salomé que ajudou Maria no parto de Jesus e que descobriu, assim, que ela teria permanecido virgem.
século XIII. Afresco de Giotto na Capela Scrovegni, em Pádua, na Itália.

A virgindade de Maria na época da concepção de Jesus é um tópico importante na arte mariana, geralmente representado como sendo a anunciação a Maria pelo arcanjo Gabriel de que ela iria conceber virginalmente uma criança que seria o Filho de Deus. Afrescos representando a cena aparecem em igrejas católicas há muitos séculos, sendo o mais antigo um exemplo do século IV na Catacumba de Priscila em Roma.
A virgindade de Maria depois da concepção de Jesus aparece também na arte cristã de tradições ortodoxa e ortodoxa oriental (e também na ocidental) ao incluir nas cenas da Natividade a figura de Salomé, a quem o Evangelho de Tiago apresenta como a pessoa que descobriu que Maria teria preservado sua virgindade mesmo depois do parto. Em muitos ícones, a virgindade perpétua de Maria é representada por três estrelas que aparecem à sua esquerda, direita e sobre (ou na) sua cabeça, que representam a virgindade antes, durante e depois do parto.